# José Antonio Pascual Rodríguez
José Antonio Pascual Rodríguez  (Salamanca, 29 de març de 1942) és un lingüista i catedràtic de Llengua Espanyola de la Universitat Carlos III de Madrid. Alhora és membre de la Reial Acadèmia Espanyola, en va ser vicedirector des del desembre de 2007, quan va substituir Gregorio Salvador Caja, fins al desembre del 2015 (un màxim de dos mandats), rellevat per José Manuel Sánchez Ron.

## Biografia
El 1971 es va doctorar en llengua espanyola per la Universitat de Salamanca. Fou catedràtic d'institut de batxillerat, professor titular i, posteriorment, catedràtic a la universitat de Salamanca (de la qual també en va ser vicerector), a la de Sevilla i, finalment, a la Carlos III de Madrid. De 1997 a 2001 també va exercir el càrrec de director de la seu de l'Institut Cervantes de París.
El 2002 va ingressar a la Reial Acadèmia Espanyola (seient k), de la qual és vicesecretari i director del Nou diccionari històric de la llengua espanyola. També és membre corresponent de l'Institut d'Estudis Catalans (1997) i membre d'honor de l'Instituto Caro y Cuervo de Colòmbia. Va ser fundador i primer director de la Revista de la Societat de Lingüística Aplicada.
Encara que es defineix a si mateix fonamentalment com «un lexicògraf», els seus coneixements i interessos acadèmics han estat amplis i variats, des dels seus primers estudis sobre traduccions (La Divina Commedia atribuïda a Enric d'Aragó) fins a edicions de les obres dels seus mestres, com Koldo Mitxelena o Joan Coromines i Vigneaux, amb qui col·laborà en l'elaboració i redacció final del Diccionari crític etimològic castellà i hispànic.
Paral·lelament a la seva activitat investigadora, s'ha interessat per transmetre a les noves generacions l'entusiasme cap a l'idioma, tant des de la càtedra universitària com des dels mitjans de comunicació. Aquesta preocupació divulgativa l'ha portat a escriure el llibre No es lo mismo ostentoso que ostentóreo. La azarosa vida de las palabras (Barcelona, 2013). Durant la segona meitat dels anys vuitanta va ser molt conegut gràcies a les seves aparicions al programa televisiu Hablando claro. L'esperit tolerant, mancat de dogmatismes en la tasca científica i sentit de l'humor caracteritzen el seu magisteri.
El 1973 li va ser atorgat el premi Conde de Cartagena de la Reial Acadèmia Espanyola i el 2006 el Premi Nacional d'Investigació Ramón Menéndez Pidal. També dirigeix des de la seva creació l'Institut d'Història de la Llengua, dins del Centre Internacional d'Investigació de la Llengua Espanyola - CILENGUA -, del Govern de la Rioja. Des de 2013 és membre corresponent estranger de l'Accademia della Crusca. El 2014 fou nomenat doctor honoris causa per la Universitat de Lleó i el 2023 per la Universitat de Barcelona.

## Obra

### Obra principal
- La traducción de la Divina Commedia atribuïda a Don Enrique de Aragón. Estudio y edición del Infierno. Salamanca, 1974.
- Corominas, Joan . Diccionario crítico etimológico castellano e hispánico.  Obra completa. Madrid: Editorial Gredos. [Amb la col·laboració de José A. Pascual], 1991-1997. ISBN 978-84-249-1362-5.

1. Volum I: A-ca.  1991 (1a ed., 6a imp.). ISBN 978-84-249-1361-8.
2. Volum II: Ce-f.  1996 (1a ed., 6a imp.). ISBN 978-84-249-1363-2.
3. Volum III: G-ma.  1997 (1a ed., 7a imp.). ISBN 978-84-249-1365-6.
4. Volum IV: Em-re.  1997 (1a ed., 7a imp.). ISBN 978-84-249-0066-3.
5. Volum V: Ri-x.  1997 (1a ed., 5a imp.). ISBN 978-84-249-0879-9.
6. Volum VI: I-z, índexs.  1991 (1a ed., 3a imp.). ISBN 978-84-249-1456-1.

- Límites y horizontes en un diccionario histórico, en col·laboració amb Rafael García Pérez, Salamanca, Diputació de Salamanca, 2007.
- No es lo mismo ostentoso que ostentóreo. La azarosa vida de las palabras. Barcelona: Espasa, 2013[4]